# Бублик, Гедалья
Бублик Гедалья ( 10 октября 1875, Гродно — 1948, Нью-Йорк ) — еврейский журналист, публицист, лидер религиозного сионизма США.

## Биография
Родился в Гродно (ныне Республика Беларусь) в семье Арона и Деборы Хинской. Вырос в Белостоке. Получил традиционное еврейское образование. Учился в иешивах Ломжи и Мира.
В 1904 эмигрировал в США, поселился в Нью-Йорке. Сотрудничал в газете на идише «Идише найс» ( с 1915 — главный редактор ). Один из основателей организации Мизрахи (движение) в США и Американского еврейского конгресса (с 1920 – его вице-президент). В период с 1919 по 1926 был членом Всемирной сионистской организации и Еврейского агентства. Член Исполнительного комитета Всемирной сионистской организации США, в 1928–1932 – президент Мизрахи (движение) США. Являлся постоянным корреспондентом «Джуиш Морнинг Джорнал».